# Parcul Trandafirilor din Bacău
Parcul Trandafirilor, atestat ca și grădină publică încă din 1850, este cel mai vechi parc din Bacău și al III-lea ca mărime (dupa Parcul Cancicov si Parcul Catedralei) cu o suprafață totală de aproximativ 8.000 metri pătrați.

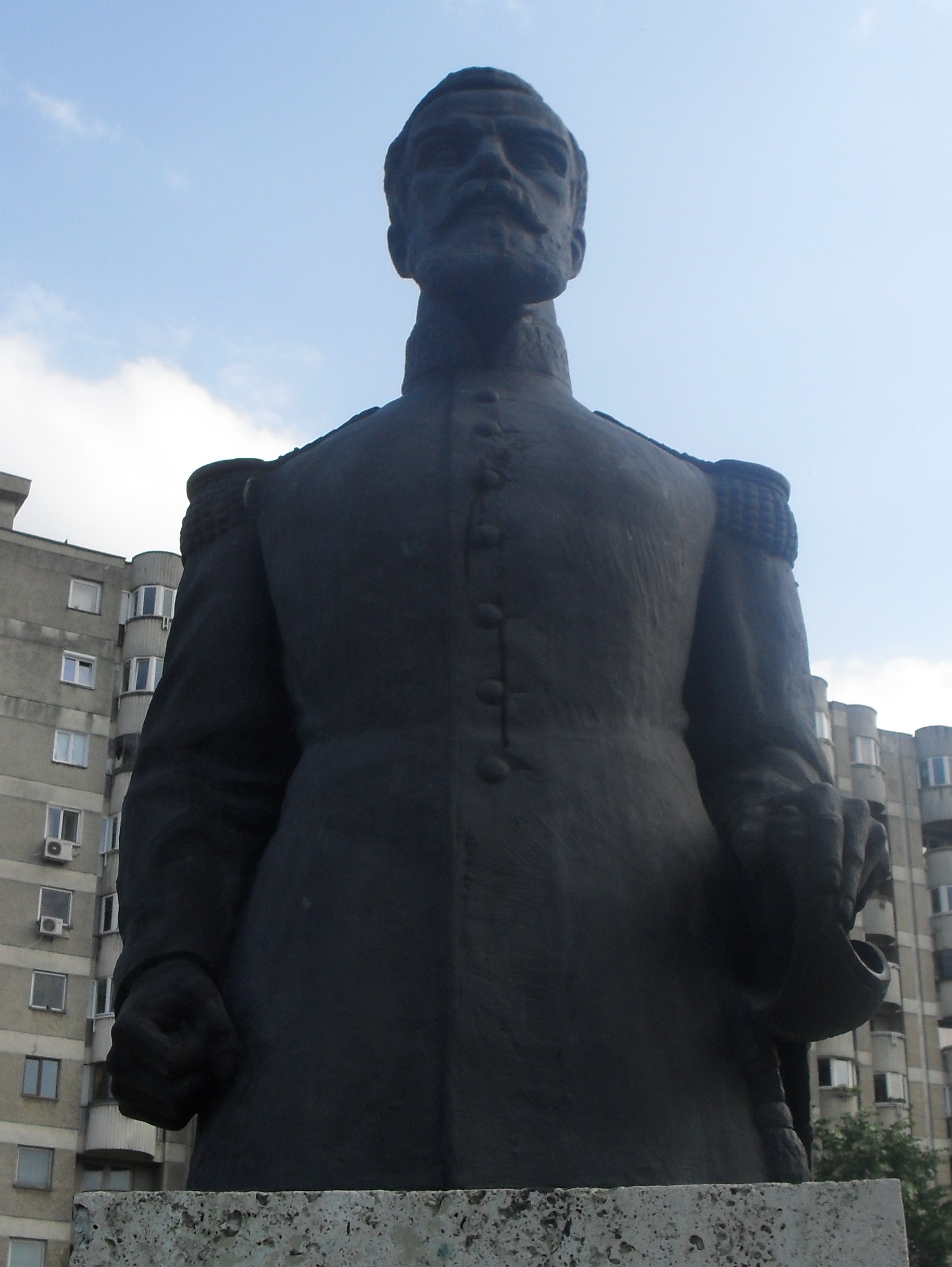
Statuia eroului Constantin Ene

În mijlocul parcului este amplasat bustul maiorului Constantin Ene, căzut la datorie în bătălia de la Rahova din noiembrie 1877. Împodobit de mii de trandafiri multicolori, parcul adăpostește și salcia sub care a creat poetul George Bacovia, marcată printr-o placă memorială, precum și un exemplar rar din specia Ginko biloba. 
Amplasat pe strada Mihail Kogălniceanu, în centrul municipiului este considerat unul foarte romantic iar vegetația bogată și ambianța plăcută contribuie la construirea unui cadru de vis pentru cei care adoră plimbările în aer liber. A fost modernizat în 2007 fiind schimbate lampadarele și stâlpii de iluminat, s-a aranjat un foișor și o fântână arteziană, precum s-au schimbat și pavelele aleilor.